# Posavina kanton
Posavina (kroatiska: Posavska županija, bosniska: Posavski kanton) är en kanton i entiteten federationen Bosnien och Hercegovina. Namnet syftar till landskapet Posavina som är en floddal vid Sava. Kantonen är belägen i norra Bosnien-Hercegovina. Staden Orašje är Posavinas huvudort.

## Administrativ indelning
Posavina kanton är uppdelad i följande tre kommuner:
- Domaljevac-Šamac
- Odžak
- Orašje

## Demografi
Posavina kanton hade 2003 43 558 invånare och har en övervägande majoritet av kroater.
- kroater: 36 049 (82,8%)
- bosniaker: 6 360 (14,6%)
- serber: 728 (1,8%)
- övriga: 367 (0,8%)

## Historia
Den bosniska regionen Posavina är betydligt större än dagens kanton men större delen tillhör idag Republika Srpska. Innan Bosnienkriget, mellan 1992 och 1995, bodde kroater över större delen av detta område men på grund av etnisk rensning är idag serber den största folkgruppen i Posavina medan den kroatiska endast bebor två små enklaver. Dessa utgör idag kantonen Posavina.